# Luzula hitchcockii
Luzula hitchcockii là một loài thực vật có hoa trong họ Juncaceae. Loài này được Hämet-Ahti mô tả khoa học đầu tiên năm 1971.